# Schlagerparade (Eurovision Song Contest 1960)
Die deutsche Vorentscheidung zum Eurovision Song Contest 1960 fand am 6. Februar 1960 im Rahmen der Sendung Schlagerparade in der Rhein-Main-Halle in Wiesbaden statt. Produziert wurde sie vom Hessischen Rundfunk. Ausgestrahlt wurde die Übertragung auch vom österreichischen Sender ORF. Moderiert wurde sie von Hilde Nocker und Werner Fullerer.
Klare Favoritin war Heidi Brühl, die anschließend mit ihrem Lied Wir wollen niemals auseinandergehn einen großen Charterfolg hatte. Sie kam jedoch nur auf den zweiten Platz. Gewonnen wurde der Wettbewerb von Wyn Hoop, dessen Siegerlied Bonne nuit, ma chérie mit der Musik von Franz Josef Breuer und dem Text von Kurt Schwabach jedoch nur ein mittelmäßiger Erfolg wurde. Platz 3 belegte Gerhard Wendland mit Alle Wunder dieser Welt. Der Rest der Platzierungen blieb geheim.
| Platz | Startnr. | Interpret                 | Lied Musik (M) und Text (T)                                                        |
| ----- | -------- | ------------------------- | ---------------------------------------------------------------------------------- |
| 1.    | 04       | Wyn Hoop                  | Bonne nuit, ma chérie M: Franz Josef Breuer; T: Kurt Schwabach                     |
| 2.    | 10       | Heidi Brühl               | Wir wollen niemals auseinander geh’n M: Michael Jary; T: Bruno Balz, Gloria de Vos |
| 3.    | 02       | Gerhard Wendland          | Alle Wunder dieser Welt M: Gerhard Winkler; T: Kurt Hertha                         |
| –     | 01       | Angèle Durand & Rex Gildo | Abitur der Liebe M/T: Gerhard Jussenhoven                                          |
| –     | 03       | Gitta Lind                | Auf der Straße der Träume M/T: Lotar Olias                                         |
| –     | 05       | Gerd Ströhl               | Das Herz einer Frau M/T: Horst-Heinz Henning                                       |
| –     | 06       | Rainer Bertram            | Ein Picasso in der Liebe M/T: Franz Grothe                                         |
| –     | 07       | Ingrid Werner             | Ich hab’ ein Hobby M/T: Peter Thomas                                               |
| –     | 08       | Charming Boys             | Oh, Little Joe M/T: Heino Gaze                                                     |
| –     | 09       | Tony Sandler              | Oh, wie schön M/T: Martin Böttcher                                                 |

Wyn Hoop erreichte beim Eurovision Song Contest in London den vierten Platz.

## Vorrunden

### Nationales Finale
Die nationale Finalrunde fand am 6. Februar in der Rhein-Main-Halle in Wiesbaden statt. Sie wurde von Hilde Nocker und Werner Fullerer moderiert. Zehn Songs waren vertreten, wobei der Gewinner von einer 45-köpfigen Jury, bestehend aus 15 "Experten" und 30 Personen aus dem Publikum, gewählt wurde. Es ist nicht bekannt, ob die Stimmen der "Experten" mehr Gewicht bei der Bewertung hatten als die restlichen Stimmen. Nur die vorderen drei Platzierungen sind bekannt.
| Position | Interpret                 | Song                                 | Platzierung |
| -------- | ------------------------- | ------------------------------------ | ----------- |
| 1        | Angèle Durand & Rex Gildo | "Abitur der Liebe"                   | -           |
| 2        | Gerhard Wendland          | "Alle Wunder dieser Welt"            | 3           |
| 3        | Gitta Lind                | "Auf der Straße der Träume"          | -           |
| 4        | Wyn Hoop                  | "Bonne nuit ma chérie"               | 1           |
| 5        | Gerd Ströhl               | "Das Herz einer Frau"                |             |
| 6        | Rainer Bertram            | "Ein Picasso in der Liebe"           | -           |
| 7        | Ingrid Werner             | "Ich hab' ein Hobby"                 | -           |
| 8        | The Charming Boys         | "Oh Little Joe"                      |             |
| 9        | Tony Sandler              | "Oh, wie schön"                      | -           |
| 10       | Heidi Brühl               | "Wir wollen niemals auseinandergehn" | 2           |